# Cellaria normani
Cellaria normani är en mossdjursart som först beskrevs av Roxanne Irene Hastings 1947.  Cellaria normani ingår i släktet Cellaria och familjen Cellariidae. Inga underarter finns listade i Catalogue of Life.